# Elbenia tenera
Elbenia tenera är en insektsart som beskrevs av Brunner von Wattenwyl 1878. Elbenia tenera ingår i släktet Elbenia och familjen vårtbitare. Inga underarter finns listade i Catalogue of Life.